# Аайери
Аайери (на турски: Ağayeri) е село в Източна Тракия, Турция, Вилает Лозенград.

## История
Селото носи същото име от 1928 г.

## География
Селото се намира на 62 км от центъра на град Къркларели и на 25 км от центъра на град Бабаески. Селото е на запад от Бабаески и близо до границата с Одрин

## История
Селото е основано след Руско-турската война 1878 г., от помаци, преселници от село Карахасан, Ловешко.